# Francis Robartes
Francis Robartes (c. 1649 - 3 février 1718) est un homme politique anglais qui siège à la Chambre des communes à divers moments entre 1673 et 1718.

## Biographie
Il est le quatrième fils de John Robartes (1er comte de Radnor) et de sa deuxième épouse, Letitia Isabella Smythe (1630-1714). Il est baptisé à Lanhydrock, en Cornouailles le 6 janvier 1650. Il est à l'école à Chelsea sous M. Cary et est admis au Christ's College de Cambridge le 2 mai 1663, à l'âge de 13 ans. il est connu comme compositeur musical et écrivain sur la théorie du son. Il devient membre de la Royal Society en 1673 .
En 1673, il est élu député de Bossiney au Parlement cavalier et siège jusqu'en 1679 . Il est élu député de Cornouailles en 1679 et siège jusqu'en 1681. Il est réélu pour la Cournouailles en 1685 et siège jusqu'en 1687. En 1689, il est élu député de Lostwithiel et siège jusqu'en 1690, date à laquelle il est réélu pour la Cornouailles. Il est élu député de Tregony en 1695 et siège jusqu'en 1702, date à laquelle il est élu député de Bodmin. Il siège pour Bodmin jusqu'en 1708, pour Lostwithiel de 1709 à 1710 et pour Bodmin de 1710 à 1718. Il est caissier de l'échiquier de 1704 à 1710.
Il devient vice-président de la Royal Society . Il était le frère de Robert Robartes et de Hender Robartes. Il épouse Penelope Pole, fille de Sir Courtenay Pole (2e baronnet) et Urith Shapcote, mais n'a aucun enfant. Il épouse en secondes noces Lady Lady Fitzgerald, fille de Wentworth FitzGerald (17e comte de Kildare) et Lady Elizabeth Holles, et veuve de Hugh Boscawen de Tregothnan, et leur fils, John Robartes (4e comte de Radnor), devient 4e comte de Radnor.
Il est décédé à Chelsea, Londres, à l'âge de 68 ans.